# Wet op het bevolkingsonderzoek
De Wet op het bevolkingsonderzoek, afgekort WBO, is een Nederlandse wet om mensen tegen bevolkingsonderzoeken te beschermen, die een gevaar kunnen vormen voor hun lichamelijke of geestelijke gezondheid.
Bepaalde soorten bevolkingsonderzoek, waarbij bijvoorbeeld ioniserende straling wordt gebruikt, zoals bij kankeronderzoek en onderzoek naar ernstige ongeneeslijke ziektes, mag alleen worden verricht als daarvoor een vergunning is verleend. De Inspectie Gezondheidszorg en Jeugd ziet toe op de naleving van de WBO en kan bij handelingen in strijd met de wet aangifte doen.

## Websites
- Overheid.nl. Wet op het bevolkingsonderzoek, 1 juli 2021.
- Centrale Commissie Mensgebonden Onderzoek. Wet op het bevolkingsonderzoek (Wbo).